# Isla Tortuguilla
Tortuguilla es una pequeña isla del Caribe colombiano. Se sitúa a unos 9 km de tierra firme, en las coordenadas 09°01′50″N 76°20′40″O / 9.03056, -76.34444. Administrativamente pertenece al departamento de Córdoba, bajo jurisdicción del municipio de Puerto Escondido.

## Características
La isla mide aproximadamente 14 hectáreas (0,14 km²) y es la isla más al sur del Caribe colombiano. Tortuguilla consiste en una terraza coralina subfósil emergida, rodeada de una plataforma calcárea de unos 10 metros de profundidad que le sirve de hogar a innumerables arrecifes de coral.